# 赤道镇
赤道镇是巴西北大河州的一个市镇。总面积264.983平方公里，总人口5791人，人口密度21.9人/平方公里。